# Сатапле
Сатапле (груз. სათაფლე) (до 2012 — Красного́рск) — село в Грузии. Находится в Сагареджойском муниципалитете края Кахетия. Составляет отдельный сакребуло (общину или волость).
 Расположено в 26 км к югу от города Сагареджо. Высота над уровнем моря составляет 780 метров. По результатам переписи 2014 года в селе проживало 74 человек.

## История
Основано молоканами. 